# Charles Wilkes

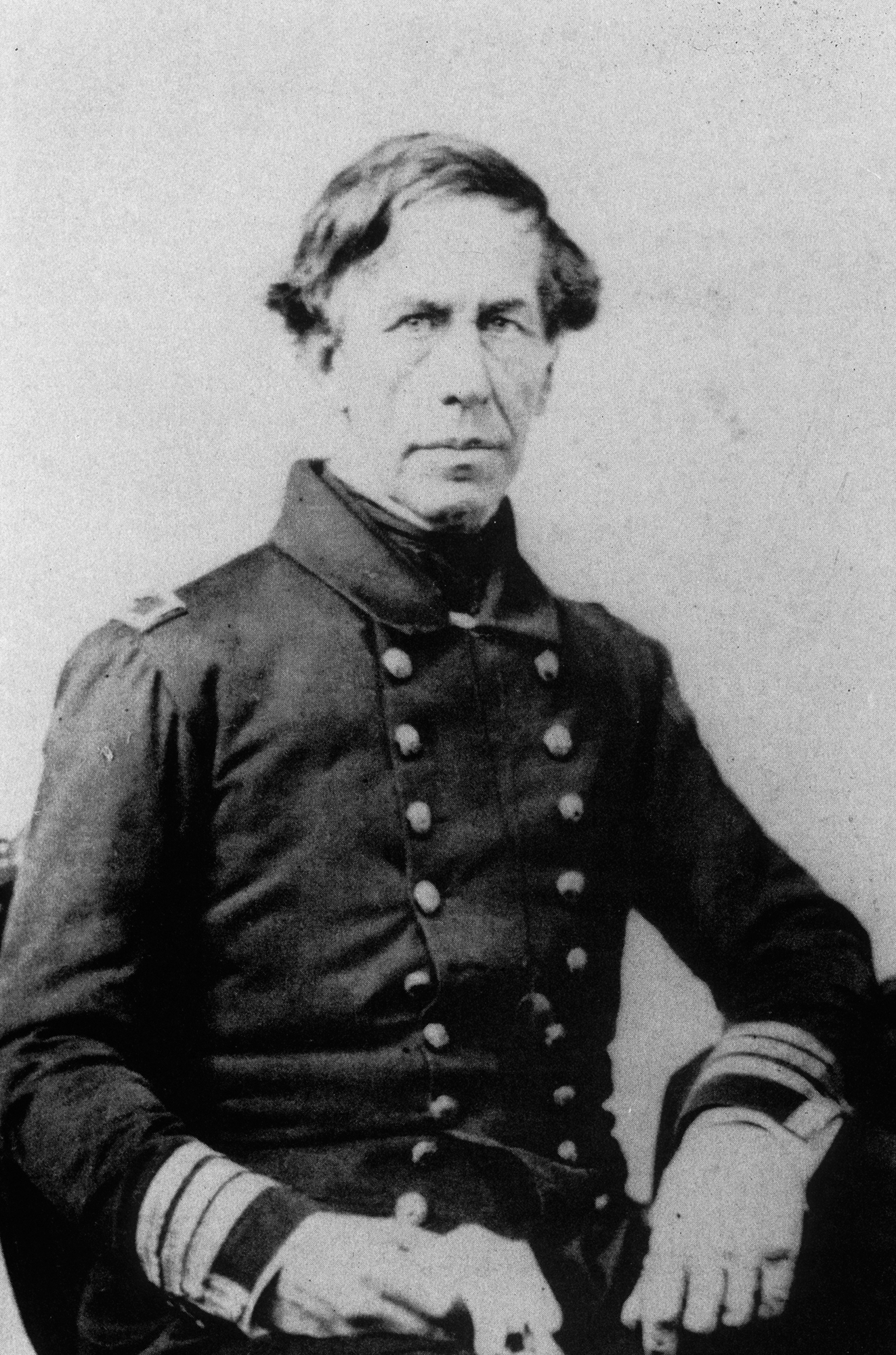
Charles Wilkes

Charles Wilkes, född 3 april 1798 i New York, död 8 februari 1877 i Washington, D.C., var en amerikansk sjöofficer och upptäcktsresande.
Wilkes blev 1830 chef för kart- och instrumentsamlingen i Washington, D.C., vilken av honom organiserades till ett astronomiskt institut. Han var ledare för United States Exploring Expedition, vilken under åren 1838–42 undersökte Stilla havet och Södra Ishavet samt USA:s nordvästkust. Han kartlade Samoaöarna, undersökte Viti Levu-öarna samt seglade 70 längdgrader längs Antarktis, varunder han upptäckte det efter honom uppkallade Wilkes land. 
Hemkommen 1842, utarbetade han berättelsen A Narrative of the United States Exploring Expedition (sex band, 1845; ny upplaga, fem band, 1850). Han blev kapten 1845 och tillfångatog 1861 till sjöss vid Bahamas två av sydstaternas kommissarier, som på en brittisk postångare ämnade ta sig till Europa. Han erhöll tack från USA:s kongress för detta, trots att de båda frigavs på begäran av Storbritannien. Under amerikanska inbördeskriget befordrades han till commodore (1862) och intog bland annat intog han City Point vid James River 28 augusti 1862. Han befordrades till konteramiral 1866, samma år som han tog avsked.